# Richard Dyer
Rex Richard Dyer (Santa Fe, 29 dicembre 1929 – 4 novembre 2004) è stato uno schermidore statunitense.

## Biografia
Ha partecipato ai Giochi della XVI Olimpiade di Melbourne nel 1956 ed ai Giochi della XVII Olimpiade di Roma nel 1960.

## Palmarès
In carriera ha conseguito i seguenti risultati:
- Giochi Panamericani:

Città del Messico 1955: oro nella sciabola a squadre, argento nella spada a squadre e bronzo nella sciabola individuale.